# Mazda MPV
Mazda MPV er en personbilsmodel fra den japanske bilfabrikant Mazda fremstillet siden efteråret 1988.
Mellem sommeren 1994 og sommeren 2005 blev modellen også markedsført i Europa og USA, men blev derefter trukket tilbage på grund af faldende salgstal.

## MPV (LV, 1988−1999)
Den første generation af MPV (forkortelse for "Multi Purpose Vehicle") kom på markedet i Japan og Nordamerika i slutningen af 1988.
Mazda MPV var udstyret med syv siddepladser og i starten fire døre (tre sidedøre inkl. en skydedør i højre side og en højtåbnende bagklap). Motorprogrammet omfattede i starten en firecylindret 2,6'er med 122 hk og en 3,0-liters V6-motor med 152 hk, som var baseret på en 60°-motor fra 1960'erne og i forvejen gjorde tjeneste i Ford Capri og Granada.
Den langsliggende frontmotor drev MPV på baghjulene eller (udelukkende i USA) på alle fire hjul og gav bilen en accelerationstid fra 0 til 100 km/t på 12,6 sek. Bilens topfart lå på 179 km/t.

### Facelift
Med et i juli 1994 gennemført diskret facelift med et andet Mazda-logo foran og bagpå blev MPV nu også markedsført i Europa. Modellen var dog teknisk set uændret.
I marts 1996 gennemgik Mazda MPV et gennemgribende facelift, hvor den udvendige længde voksede med 20 cm til 4,67 m.
Den vigtigste nyhed var dog en yderligere dør til bagsæderne i førersiden. Modelprogrammet blev ligeledes udvidet med en 2,5-liters turbodiesel med 115 hk og et gennemsnitsforbrug på 9,3 liter/100 km.
V6-benzinmotoren blev også moderniseret. Den ydede nu 154 hk (fra 1998 148 hk) og var nu 100 kg lettere og kunne derfor øge bilens topfart til 185 km/t.
En ny udstyrsvariant hed CS og var udstyret med to enkeltsæder i anden sæderække, varme i passagerkabinen, klimaanlæg og alufælge. Også basismodellen havde nu fører- og passagerairbag samt ABS-bremser som standardudstyr.
Med højere udstyrsniveau blev modellen i Japan også solgt under Ẽfini-varemærket.
- Mazda MPV (1994–1996)
- Mazda MPV (1996–1999)

### Tekniske data
|                                                | 2,6                                | 3,0                                 | 3,0                                 | 3,0                                 | 2,5 TD                             |
| Byggeår                                        | 1988–1994                          | 1988–1994                           | 1994–1998                           | 1998–1999                           | 1996–1999                          |
| Motordata                                      |                                    |                                     |                                     |                                     |                                    |
| Motorkode                                      | G6                                 | JE-V6                               | JE-E                                | JE-E                                | WL-T                               |
| Motortype                                      | R4-benzinmotor                     | V6-benzinmotor                      | V6-benzinmotor                      | V6-benzinmotor                      | R4-dieselmotor                     |
| Antal ventiler pr. cylinder                    | 3                                  | 3                                   | 3                                   | 3                                   | 3                                  |
| Ventilstyring                                  | OHC, kæde                          | 2 × OHC, tandrem                    | 2 × OHC, tandrem                    | 2 × OHC, tandrem                    | OHC, tandrem                       |
| Fødesystem                                     | Multipoint                         | Multipoint                          | Multipoint                          | Multipoint                          | Hvirvelkammer                      |
| Trykladning                                    | —                                  | —                                   | —                                   | —                                   | Turbolader, intercooler            |
| Køling                                         | Vandkøling                         | Vandkøling                          | Vandkøling                          | Vandkøling                          | Vandkøling                         |
| Boring × slaglængde                            | 92,0 × 98,0 mm                     | 90,0 × 77,4 mm                      | 90,0 × 77,4 mm                      | 90,0 × 77,4 mm                      | 93,0 × 92,0 mm                     |
| Slagvolume                                     | 2606 cm³                           | 2954 cm³                            | 2954 cm³                            | 2954 cm³                            | 2500 cm³                           |
| Kompressionsforhold                            | 8,4:1                              | 8,5:1                               | 8,5:1                               | 8,5:1                               | 19,8:1                             |
| Maks. effekt                                   | 90 kW (122 hk) ved 4600 omdr./min. | 112 kW (152 hk) ved 5000 omdr./min. | 113 kW (154 hk) ved 5000 omdr./min. | 109 kW (148 hk) ved 4700 omdr./min. | 85 kW (115 hk) ved 3400 omdr./min. |
| Maks. drejningsmoment                          | 202 Nm ved 3500 omdr./min.         | 224 Nm ved 4000 omdr./min.          | 228 Nm ved 4000 omdr./min.          | 228 Nm ved 4000 omdr./min.          | 277 Nm ved 2000 omdr./min.         |
| Kraftoverførsel                                |                                    |                                     |                                     |                                     |                                    |
| Drivende hjul, standardudstyr                  | Baghjul                            | Baghjul                             | Baghjul                             | Baghjul                             | Baghjul                            |
| Drivende hjul, ekstraudstyr                    | —                                  | Alle                                | Alle                                | Alle                                | —                                  |
| Gearkasse, standardudstyr                      | 5-trins manuel                     | 5-trins manuel                      | 5-trins manuel                      | 5-trins manuel                      | 5-trins manuel                     |
| Gearkasse, ekstraudstyr                        | 3-trins automatisk                 | 4-trins automatisk                  | 4-trins automatisk                  | 4-trins automatisk                  | —                                  |
| Præstationer                                   |                                    |                                     |                                     |                                     |                                    |
| Topfart                                        | 171 km/t                           | 179 km/t                            | 185 km/t                            | 185 km/t                            | 165 km/t                           |
| Brændstofforbrug pr. 100 km ved blandet kørsel |                                    | 13,9 liter Blyfri 95                | 10,8 liter Blyfri 95                |                                     |                                    |

## MPV (LW, 1999−2005)
Efter 11 års byggetid kom den anden modelgeneration af Mazda MPV på markedet i juni 1999.
Modellen havde nu en længde på 4,75 m, hvorimod bredde og højde var næsten identiske med den i foråret 1996 faceliftede forgænger. I starten havde den nye model derimod kun fem siddepladser, men to skydedøre for at lette indstigning til passagerafdelingen.
I starten omfattede motorprogrammet udelukkende en fra Mazda 626 hentet firecylindret 2,0-liters benzinmotor med 90 kW (122 hk). Den gav bilen en topfart på 180 km/t. I visse lande fandtes der også en V6-motor på 2,5 liter med 170 hk.
MPV II fandtes i to forskellige udstyrsvarianter:
- Comfort med standardmonteret ABS, fører- og passagerairbag, el-justerbare og opvarmelige sidespejle, farvede ruder, klimaanlæg, centrallåsesystem, el-ruder, tre enkeltsæder bagi og velourindtræk.
- Exclusive med samme udstyr som Comfort samt tågeforlygter, udendørstermometer, alufælge, farvede sidebeskyttelseslister, ekstravarme bagi, fjernbetjent centrallås, læderrat og træindlæg.

### Facelift
I maj 2002 kom der en optisk såvel som teknisk modificeret udgave af MPV på markedet.
Fronten havde nu den på mange andre Mazda-modeller benyttede fempunktsgrill, og bagpå kom der let modificerede baglygter. Undervogn og interiør blev ligeledes modificeret og passagersikkerheden forbedret med yderligere to airbags bagtil.
Tagræling var nu en del af standardudstyret ligesom et læderrat i Exclusive-modellen.
Motorprogrammet blev komplet udskiftet, så det nu omfattede en 2,3-liters benzinmotor med 141 hk og en 2,0-liters dieselmotor med 136 hk begge hentet fra den næsten samtidigt introducerede Mazda6, og på visse markeder også en 3,0-liters V6'er med 200 hk. Dette skete da den firecylindrede 2,0'er manglede det bundtræk, som MPV's høje vægt krævede.
I marts 2003 blev den syvpersoners udgave genintroduceret.
- Mazda MPV (2002–2003)

Et yderligere mindre facelift blev gennemført i november 2003. Modellerne fra og med dette tidspunkt kan kendes på forlygterne i klart glas, de glattere kofangere og de på ny modificerede baglygter. Nye 16" alufælge og ud- såvel som indvendige kromapplikationer var yderligere kendetegn for dette facelift.
Bagakslen havde nu ventilerede skivebremser, og bilen fik elektronisk stabilitetsprogram (TCS).
Den syvpersoners udgave udgik igen i juni 2004, og produktionen af MPV II afsluttedes i juli 2005.
- Mazda MPV (2003–2005)
- Heckansicht
- Innenraum

### Tekniske data
|                                                | 2,0                                | 2,3 MZR                             | 2,5                                 | 3,0                                 | 2,0 MZR-CD                          |
| Byggeår                                        | 1999–2002                          | 2002–2005                           | 1999–2002                           | 2002–2005                           | 2002–2005                           |
| Motordata                                      |                                    |                                     |                                     |                                     |                                     |
| Motorkode                                      | FS-DE                              | L3                                  | GY-DE                               | JA                                  | RF                                  |
| Motortype                                      | R4-benzinmotor                     | R4-benzinmotor                      | V6-benzinmotor                      | V6-benzinmotor                      | R4-dieselmotor                      |
| Antal ventiler pr. cylinder                    | 4                                  | 4                                   | 4                                   | 4                                   | 4                                   |
| Ventilstyring                                  | DOHC, tandrem                      | DOHC, tandrem                       | 2 × DOHC, kæde                      | 2 × DOHC, tandrem                   | OHC, tandrem                        |
| Fødesystem                                     | Multipoint                         | Multipoint                          | Multipoint                          | Multipoint                          | Commonrail                          |
| Trykladning                                    | —                                  | —                                   | —                                   | —                                   | Turbolader, intercooler             |
| Køling                                         | Vandkøling                         | Vandkøling                          | Vandkøling                          | Vandkøling                          | Vandkøling                          |
| Boring × slaglængde                            | 83,0 × 92,0 mm                     | 87,5 × 94,0 mm                      | 81,6 × 79,5 mm                      | 89,0 × 79,5 mm                      | 86,0 × 86,0 mm                      |
| Slagvolume                                     | 1991 cm³                           | 2261 cm³                            | 2495 cm³                            | 2967 cm³                            | 1998 cm³                            |
| Kompressionsforhold                            | 9,7:1                              | 9,7:1                               | 9,7:1                               | 10,0:1                              | 18,4:1                              |
| Maks. effekt                                   | 90 kW (122 hk) ved 5800 omdr./min. | 104 kW (141 hk) ved 6000 omdr./min. | 125 kW (170 hk) ved 6250 omdr./min. | 147 kW (200 hk) ved 6200 omdr./min. | 100 kW (136 hk) ved 3500 omdr./min. |
| Maks. drejningsmoment                          | 175 Nm ved 3800 omdr./min.         | 195 Nm ved 4000 omdr./min.          | 207 Nm ved 5000 omdr./min.          | 260 Nm ved 3000 omdr./min.          | 310 Nm ved 2000 omdr./min.          |
| Kraftoverførsel                                |                                    |                                     |                                     |                                     |                                     |
| Drivende hjul                                  | Forhjul                            | Forhjul                             | Forhjul                             | Forhjul                             | Forhjul                             |
| Gearkasse, standardudstyr                      | 5-trins manuel                     | 5-trins manuel                      | 5-trins manuel                      | 5-trins automatisk                  | 5-trins manuel                      |
| Gearkasse, ekstraudstyr                        | 4-trins automatisk                 | 4-trins automatisk                  |                                     | —                                   | —                                   |
| Præstationer                                   |                                    |                                     |                                     |                                     |                                     |
| Topfart                                        | 180 km/t                           | 180 km/t                            | >185 km/t                           | >210 km/t                           | 176 km/t                            |
| Acceleration 0-100 km/t                        | 14,2 sek.                          | 12,8 sek.                           | 11,0 sek.                           | 12,0 sek.                           | 13,2 sek.                           |
| Brændstofforbrug pr. 100 km ved blandet kørsel | 10,1 liter Blyfri 95               | 10,1 liter Blyfri 95                | 14,0 liter Blyfri 95                | 15,0 liter Blyfri 95                | 8,6 liter Diesel                    |

1. 1 2  Denne motor findes ikke på det danske modelprogram

## MPV (LY, 2005−)
På Tokyo Motor Show blev den tredje generation af MPV introduceret i efteråret 2005. Denne nye model markedsføres dog ikke i Europa og USA, hvor modellens position er blevet overtaget af den kompakte MPV Mazda5.
- Mazda MPV (2005–2008)
- Mazda MPV (2008−)

## Svage sider
- Versionerne med benzinmotor er ikke E10-kompatible.[3]